# Hyalis argentea
Hyalis argentea, comúnmente olivillo, clavelillo,  es una especie de planta herbácea de la familia Asteraceae.

## Características
Es una hierba fuerte, de follaje verde claro ceniciento, con un extendido sistema radicular rizomatoso horizontal u oblicuo, de 4-5 mm de diámetro, permitiéndole colonizar muy eficazmente suelos arenosos. Hojas simples, finas, lanceoladas, márgenes enteros, densamente pilosas uniformemente distribuidas por todo el tallo, de 5-12 x 0,4-1 cm. Alcanza hasta 1 m de altura, tallos muy ramosos y estriados, cubiertos de pelos incoloros. Flores liliáceas, dimorfas, inflorescencias en capítulos dispuestos en los ápices de los tallos. Frutos aquenos oblanceolados, levemente compresos, de 6 mm, con vilanos, que facilitan su dispersión por el viento.

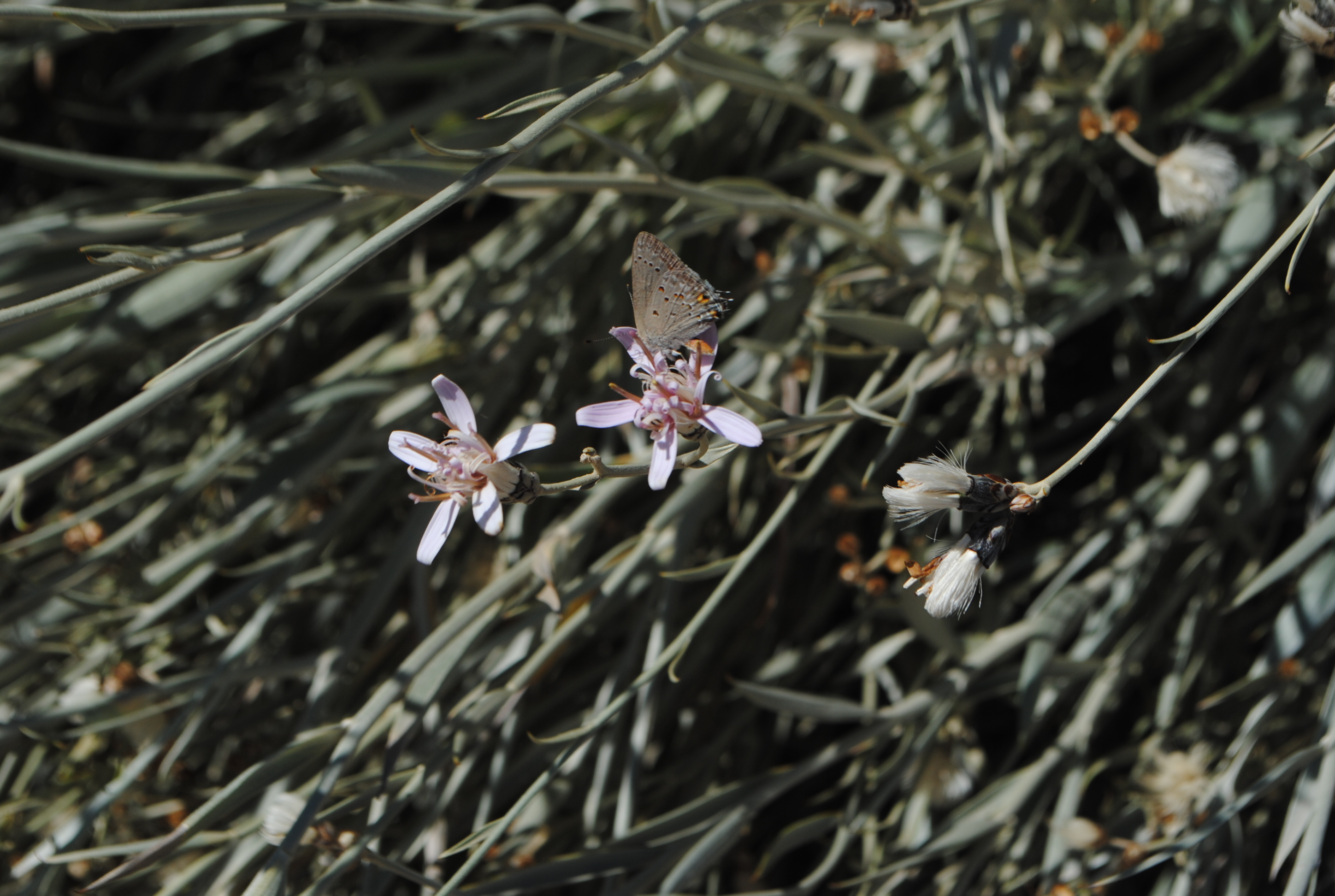
Floración

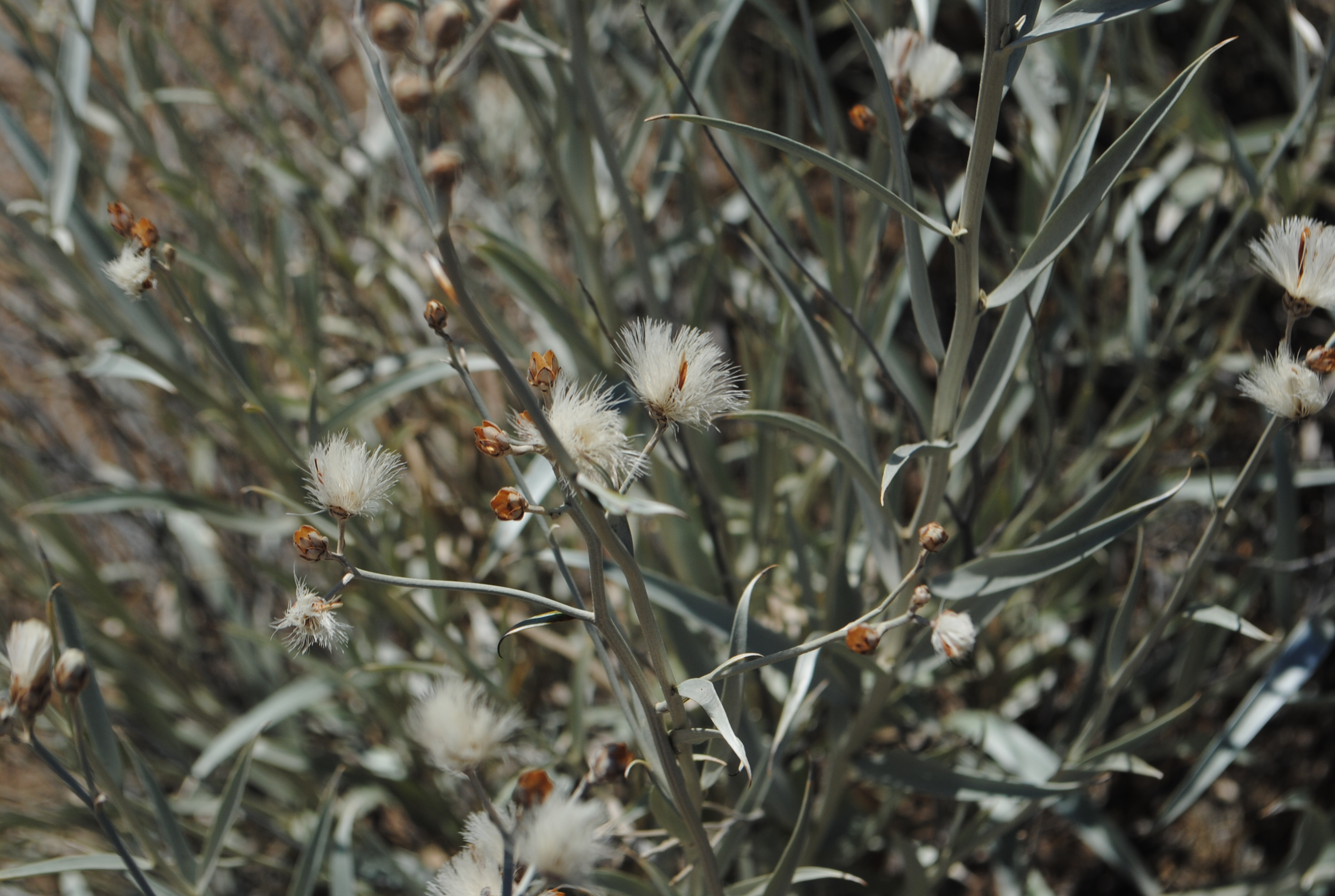
Dispersión semillas

## Hábitat
Suelos arenosos de dunas. Aparece en laderas y crestas de dunas activas, donde el sustrato es móvil, y también en suelos consolidados formando parte de pastizales. En las dunas se asocia con Sporobolus rigens y con Panicum urvilleanum. En la provincia de Buenos Aires se halla en los médanos mediterráneos del sur.
Es una especie endémica de las regiones áridas de Argentina que, junto con las gramíneas "tupe" (Paspalum racemosus) y "unquillo" (Sporobolus rigens) son las especies más características de la vegetación natural de los médanos.

## Taxonomía
Hyalis argentea fue descrita por D.Don ex Hook. & Arn. y publicado en Companion to the Botanical Magazine 1: 108. 1835.
Etimología
Hyalis: nombre genérico que proviene del idioma griego que significa "transparente", aludiendo a su follaje ceniciento. 
argentea: epíteto que significa "plateado" con una doble acepción, por argentina y por el color plateado.
Variedades
- Hyalis argentea D.Don ex Hook. & Arn. var. latisquama 1951
- Hyalis argentea D.Don ex Hook. & Arn. var. macrosperma F.A. Roig 1970[3]

Sinonimia
- Plazia argentea (G.Don) Kuntze[4]

## Nombres comunes
- Olivillo, maqui, oliva silvestre, olmillo, maqui, romerillo, blanquilla, clavelillo.[5]